# Gadel (Tukdana)
Gadel is een bestuurslaag in het regentschap Indramayu van de provincie West-Java, Indonesië. Gadel telt 5082 inwoners (volkstelling 2010).